# James Arthur (Sänger)

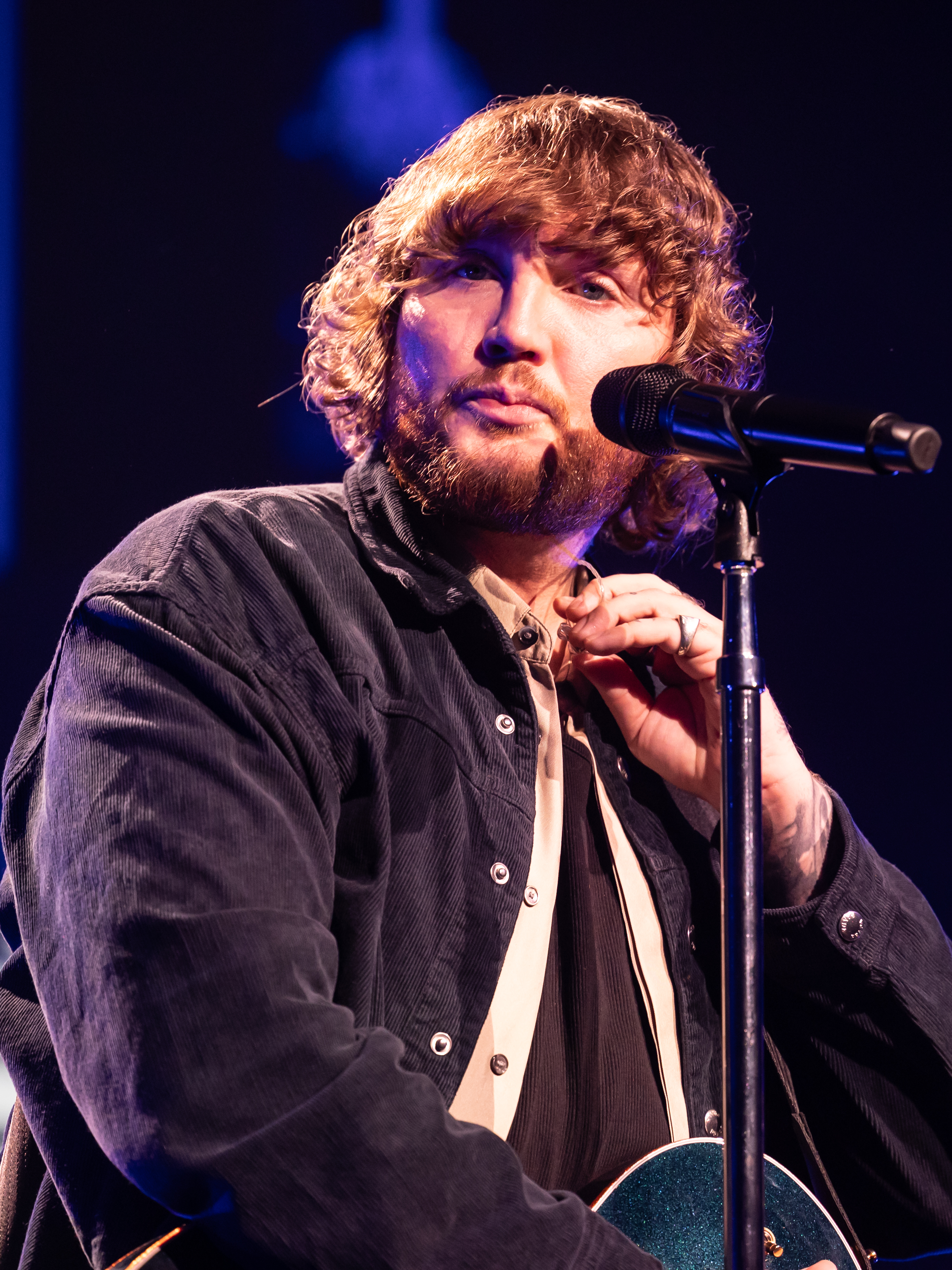
James Arthur beim SWR3 New Pop Festival 2023

James Andrew Arthur (* 2. März 1988 in Middlesbrough, England) ist ein britischer Sänger und Musiker. 2012 gewann er die neunte Staffel der Castingshow The X Factor.

## Leben und Karriere
James Arthur ernährt sich vegan und ist mit der Tänzerin Jessica Grist liiert. 2019 wurde er von PETA zum schönsten Veganer des Jahres gekürt.
James Arthur konnte in seiner Musikkarriere bisher (Stand: Januar 2019) über 25 Millionen Tonträger verkaufen. Außerdem ist er einer von bisher nur wenigen Künstlern, die mit einem Song auf Spotify mehr als 1 Milliarde Streams erreichen konnten; im März 2020 erreichte Arthurs Say You Won’t Let Go mit rund 1.360.000.000 Abrufen vorübergehend Platz 10 der weltweiten Spotify-Bestenliste.

### Jugend und musikalische Anfänge
James Arthur ist eines von fünf Kindern von Shirley Ashworth und Neil Arthur. Seine Eltern trennten sich, als er ein Jahr alt war. Ab dem neunten Lebensjahr lebte er für vier Jahre in Bahrain und besuchte dort die British School of Bahrain. Nach seiner Rückkehr nach Großbritannien besuchte er die Ings Farm Primary School und die Rye Hills School.
Er spielte in Schulbands und sammelte als Soloartist und Singer-Songwriter bei Kneipenauftritten Erfahrungen. Seine ersten eigene Songs veröffentlichte Arthur auf Soundcloud und YouTube, darunter das Album Sins by the Sea. Im August 2012 veröffentlichte er unter dem Projektnamen The James Arthur Project das Album Hold On, das in Zusammenarbeit mit dem 2018 verstorbenen John McGough entstanden war. Später erschien die EP Collection.

### Castingshow-Gewinn mitImpossibleund erstes Studioalbum
Am 9. Dezember 2012 gewann Arthur mit einer Interpretation des Songs Impossible von Shontelle schließlich die Castingshow The X Factor gegen Jahméne Douglas. Die als Single erschienene Aufnahme erreichte nach einem Tag die Spitze der britischen iTunes-Charts und ist die drittmeistverkaufte Single in Großbritannien seit 2000. In Deutschland wurde der Song erst nach dem Auftritt von Ricardo Bielecki in der Castingshow Deutschland sucht den Superstar bekannt. In der Schweiz erreichte das Lied Platz 2 der Charts.
Am 7. August 2013 gab Arthur bei Twitter seine zweite Single You’re Nobody ’Til Somebody Loves You bekannt, eine rockige Nummer mit Soul-Elementen, für die auch ein Video produziert wurde.
Am 4. November 2013 erschien sein erstes kommerzielles Album James Arthur. Obwohl eine große Anzahl von Mitarbeitern an der Produktion beteiligt war, entsprach das Ergebnis nur bedingt seinen Vorstellungen. Von den deutschen Musik-Kritikern von laut.de wurde es nichtsdestotrotz als positives Beispiel für das Debüt eines Castingshow-Gewinners gesehen: „Lieber Dieter Bohlen, liebe Sarah Connor, liebe Nena, wagt einen kurzen Blick nach England. So bastelt man aus einem eigenständigen und talentierten Sänger und Songwriter einen Star, der das Zeug hat, länger als zwei Wochen zu überdauern.“

### Musikalische und persönliche Krise
Mit zunehmendem Erfolg erhöhte sich der Druck der Medien und es stellten sich Versagensängste ein, die zum Missbrauch von Alkohol und Tabletten führten. In der Aufarbeitung dieser Krise erkannte Arthur, dass er seinen eigenen Stil finden und den Umgang mit öffentlicher Kritik erst erlernen musste. Seine Panikattacken und Angstzustände beschreibt Arthur in seinem autobiografischen Buch Back to the boy. Für seine Genesung und den Erhalt seiner Gesundheit lernte Arthur, sich selbst zu lieben und positiv zu denken. Inzwischen ist er selbst auch Unterstützer von SANE, einer englischen Charity-Organisation für mentale Gesundheit.
Am 15. Mai 2014 veröffentlichte Arthur ein freies Rap-Mixtape mit dem Namen All the World’s a Stage via SoundCloud. Seine Plattenfirma, die von Simon Cowell gegründete Syco Music, löste daraufhin den Vertrag, da einige Textpassagen als Gewalt verherrlichend verstanden wurden. Schon zuvor hatte es verschiedene Skandale gegeben, die von der britischen Presse aufgegriffen wurden und bei vielen Menschen – z. B. auch bei den Fans von One Direction, deren Mitglieder von Arthur als „Marionetten“ bezeichnet wurden – für großen Unmut sorgten. Inzwischen sind die Differenzen, die Arthur u. a. mit Louis Tomlinson hatte, jedoch beigelegt.
Im August 2016 führte ein Flirt zu einer erheblichen Kopfwunde des Stars, die genäht werden musste. Dabei schlug ein eifersüchtiger Mann James Arthur von hinten ein Glas auf den Kopf. Dies brachte dem Angreifer Anfang 2017 über 5 Jahre Gefängnis ein.

### Das Comeback –Say You Won’t Let Gound das zweite Studioalbum
Am 28. Oktober 2016 wurde das zweite Album Back from the Edge veröffentlicht. Die erste Single-Auskopplung Say You Won’t Let Go erreichte für 3 Wochen Platz 1 der britischen Charts.
Der Song Say You Won’t Let Go ist mit über acht Millionen Verkäufen weltweit bisher Arthurs erfolgreichster Song. Der Song entstand, als eine Mitarbeiterin von Sony Columbia USA, Ina Jedlicka, ihn darauf hinwies, dass seinem Album noch eine Single-Auskopplung fehlte. Sie schlug ihm vor, dass der Song eine Geschichte im Sinne von Lukas Grahams 7 Years oder Justin Biebers Love Yourself erzählen sollte. Daraufhin schrieb Arthur das Lied innerhalb von zwei Stunden. Auf den Rat, diesen Song als Single zu veröffentlichen, reagierte Arthur zunächst verärgert, da die Komposition des Liedes im Vergleich zu anderen Songs des neuen Albums verhältnismäßig wenig Zeit in Anspruch genommen hatte. Trotzdem stimmte er der Vorab-Veröffentlichung für September 2016 zu.
Im Zuge seines wiederkehrenden Erfolgs wurde Arthur auch als erster Musiker überhaupt von Syco Music erneut unter Vertrag genommen. Seither wird sein Management im Vereinigten Königreich wieder von Syco Music, ansonsten aber seit 2015 von Columbia Germany übernommen.
Der Song The Truth, der als Titelmusik der amerikanischen Fernsehserie Family Therapy verwendet wurde, erschien auf der Deluxe-Version des Albums.

### Anknüpfungsversuche an den großen Erfolg – das dritte StudioalbumYou
Ende 2017 unternahm Arthur eine große Arena-Tournee in England. Dabei präsentierte er auch seine erste Single seit seinem Comeback-Album: den von Max Martin produzierten Song Naked, welcher auch im deutschsprachigen Raum Bekanntheit erlangte. Zu einem Überraschungserfolg wurde das Lied jedoch in Brasilien, nachdem es dort als Hintergrundmusik in einer Seifenoper gespielt worden war.
Ende Juni 2018 kündigte Arthur auf Twitter an, sich nach Fertigstellung seines dritten Albums aus dem Musikgeschäft zurückziehen zu wollen. Zuvor hatte seine neue Single You Deserve Better die UK Top 40 verpasst.[veraltet] Später revidierte er diese Aussage jedoch. Die gleichzeitig veröffentlichten Singles You Deserve Better und At My Weakest, wobei erstere eine andere musikalische Facette von Arthur präsentierte, wurden allerdings nicht auf das neue Album You aufgenommen, sondern blieben ein eigenständiges EP-Release.
Im Oktober 2019 veröffentlichte Arthur sein drittes Studioalbum You, mit dem er knapp den ersten Platz in den britischen Charts verpasste. Thematisch widmete sich Arthur in diesem Album weniger seinen eigenen autobiographischen Erfahrungen, wie es noch auf Back From The Edge der Fall war, sondern rückte stattdessen – dem Albumtitel You entsprechend – eher die Geschichten, Perspektiven und Probleme anderer Personen in den Vordergrund, ähnlich wie er es schon bei seinem Hit Say You Won’t Let Go getan hat, mit dem sich seine Fans ebenfalls selbst identifizieren konnten. In den Wochen vor und in den Monaten nach Veröffentlichung ging Arthur damit auf Tour, v. a. in Europa, in den USA und auf den Philippinen. Aufgrund akuter gesundheitlicher Probleme musste die Europa-Tour nach nur wenigen Auftritten verschoben bzw. infolge der anschließenden Coronavirus-Krise gänzlich abgesagt werden.

### Neue musikalische Wege und Erfolge auf TikTok
Für 2020 kündigte James Arthur an, drei verschiedene Projekte, die ihm ein persönliches Anliegen sind und weniger auf kommerziellen Erfolg ausgerichtet sind, realisieren zu wollen: ein experimentelles Pop-Album namens Aura mit seinem Musiker-Kollegen und Freund Dan Bingen (gemeinsam unter dem Pseudonym Blynd Men), den zweiten Teil seiner Rap-EP All the World's a Stage sowie ein Alternative-Rock-Album, welches vermutlich den Titel The Emancipation of James Arthur tragen und sein viertes offizielles Studioalbum werden soll. Schon zuvor hatte James Arthur immer wieder kritisch angemerkt, dass er als Musiker eigentlich deutlich vielfältiger sei, als es sein öffentliches Image als Sänger von emotionalen Pop-Balladen vermuten ließe.
James Arthur gab Mitte des Jahres 2020 an, während des Coronavirus-Lockdowns an einem neuen Album gearbeitet zu haben. Im September 2020 veröffentlichte Arthur zusammen mit dem Produzenten Sigala den von Lewis Capaldi geschriebenen Song Lasting Lover, welcher Mitte Oktober die Top 10 der britischen Singles Charts erreichte. Im selben Monat erreichte auch Arthurs bereits 2016 veröffentlichtes Lied Train Wreck die britischen Top 40, nachdem der Titel auf TikTok viral gegangen war.
Am 5. März 2021 erschien Medicine, die Lead Single seines vierten Albums „It’ll All Make Sense In The End“, welches während des Corona-Lockdown 2020 in James Arthurs Home Studio entstand. Aufgrund von Produktionsschwierigkeiten der Vinyl-Variante wurde dessen Veröffentlichungsdatum vom 8. Oktober auf den 5. November 2021 verschoben. Als weitere Vorab-Singles wurden die Lieder September, Avalanche, Emily und SOS veröffentlicht, deren Charterfolge jedoch hinter dem von Medicine zurückblieben. SOS wurde von Arthur zusammen mit dem späteren Gewinner Sebastian Krenz im Finale der 11. Staffel von The Voice of Germany gesungen.

### Vaterschaft, Album, Tour
Ende 2022 wurde Arthur erstmals Vater einer Tochter namens Emily, nachdem seine Frau Jessica Grist im Jahr zuvor eine Eileiterschwangerschaft erlitten hatte. Bereits damals hatte er seiner Tochter ein gleichnamiges Lied (Emily) gewidmet. Auch das am 18. November 2022 veröffentlichte Lied Heartbeat widmete Arthur seiner Tochter.
Im September 2023 gab Arthur das Veröffentlichungsdatum seines nächsten Studio-Albums, Bitter Sweet Love, bekannt. Es erscheint am 26. Januar 2024 und soll laut eigenen Aussagen wieder mehr am Musikgeschmack seiner Fanbase orientiert sein und weniger Bezug auf private Erlebnisse und Traumata nehmen. Ebenfalls wurden eine gleichnamige Welt-Tour für das Jahr 2024 angekündigt. Die ersten Single-Auskopplungen A Year Ago  und Blindside schafften es nicht in die britischen Top 40. Weitere Vorab-Releases waren die Lieder Just Us, Homecoming, Sleepwalking sowie der gleichnamige Titeltrack Bitter Sweet Love. Gleichzeitig begann Arthur bereits mit dem Schreiben und Aufnehmen von Songs für sein sechstes Studioalbum. Mit dem Album Bitter Sweet Love erreichte Arthur schließlich zum zweiten Mal in seiner Karriere Platz 1 der britischen Album-Charts.
Am 22. November 2024 veröffentlichte Arthur die erste Single mit dem Titel ADHD aus seinem nächsten, seinem Sternzeichen entsprechenden und laut eigener Aussage inhaltlich ebenfalls persönlich gehaltenem Album Pisces. Fans hatten zuvor auf den Sozialen Medien die Möglichkeit, aus mehreren Snippets für ihren persönlichen Favoriten abzustimmen. Mit Celebrate, Embers und Karaoke folgten im Frühjahr weitere Single-Auskopplungen, ebenso wurden Touren angekündigt. Pisces selbst sollte ursprünglich am 21. März erscheinen, musste jedoch wenige Wochen vor Veröffentlichung auf den 25. April verschoben werden, da es laut eigener Aussage zu Verzögerungen bei einer Videoproduktion gekommen war.

## Gesang und musikalischer Stil
Arthurs Musikstil variiert zwischen Rock, Pop, Rhythm & Blues, Blues, Soul bis hin zu Rap oder in freieren Gesangs-Improvisationen sogar bis zum Jazz. Auffallend ist Arthurs Wunsch und Bereitschaft, jederzeit und überall live und unplugged zu spielen, wie er es in unzähligen Radioshows und bei anderen Anlässen tut. Bei seinen Konzerten bedient er sich gerne mehrerer Lead- oder Rhythm-Gitarristen, auch unplugged, die ihn unterstützen, so dass er sich mehr auf seinen Gesang konzentrieren kann. Außerdem tritt er gern mit Backgroundsängern oder -sängerinnen auf. Bei Live-Auftritten covert Arthur regelmäßig Songs anderer Interpreten, wie zum Beispiel von Ed Sheeran, Ariana Grande, Miley Cyrus oder George Michael.
James Arthur hat eine außergewöhnliche Stimme in Tenor-Tonlage, die er durch Kopfstimmen-Technik in große Höhen treiben kann. Bereits in tieferer, ruhiger Tonlage ist das Timbre sowie das leichte Vibrato seiner Stimme auffallend. Wie bei manch anderen Künstlern, zum Beispiel Rod Stewart, scheinen seine Stimmbänder, wenn auch in viel leichterem Maß, angegriffen zu sein. Virtuos sind seine melodischen Umspielungen und Verzierungen der eigentlichen Melodie oder Songzeile, die er auch bei Live-Auftritten koloraturartig anbringt.
Seine Musik, teilweise selbst geschrieben, bringt im Allgemeinen große Empfindsamkeit, Trauer und innere Zerrissenheit zum Ausdruck, wie zum Beispiel in Recovery, Naked oder Fall. Oftmals handeln seine Lieder von Liebesbeziehungen oder psychisch belastenden Erfahrungen, mit Texten, die er hin und wieder aber auch mit einem Augenzwinkern vorträgt.
In seinen Musik-Videos sind mitunter auch bekannte Persönlichkeiten zu sehen, etwa in Naked Cressida Bonas, die Ex-Freundin des britischen Prinzen Harry, oder in Empty Space auch Tom Felton, der in der Harry-Potter-Filmreihe mitgewirkt hatte.
Laut eigenen Angaben wurde Arthur mehrfach für den Interpreten des von Lewis Capaldi gesungenen Liedes Someone You Loved gehalten.
Ende September 2021 wurde bekannt, dass James Arthur einen Urheberrechtsstreit betreffend seines Songs Say You Won't Let Go gegen die Band The Script (The Man Who Can't Be Moved) verloren hat.

## Diskografie
Studioalben

| Jahr | Titel Musiklabel                                       | Höchstplatzierung, Gesamtwochen, AuszeichnungChartplatzierungen (Jahr, Titel, Musiklabel, Platzierungen, Wochen, Auszeichnungen, Anmerkungen) | Höchstplatzierung, Gesamtwochen, AuszeichnungChartplatzierungen (Jahr, Titel, Musiklabel, Platzierungen, Wochen, Auszeichnungen, Anmerkungen) | Höchstplatzierung, Gesamtwochen, AuszeichnungChartplatzierungen (Jahr, Titel, Musiklabel, Platzierungen, Wochen, Auszeichnungen, Anmerkungen) | Höchstplatzierung, Gesamtwochen, AuszeichnungChartplatzierungen (Jahr, Titel, Musiklabel, Platzierungen, Wochen, Auszeichnungen, Anmerkungen) | Höchstplatzierung, Gesamtwochen, AuszeichnungChartplatzierungen (Jahr, Titel, Musiklabel, Platzierungen, Wochen, Auszeichnungen, Anmerkungen) | Anmerkungen                                                  |
| Jahr | Titel Musiklabel                                       | DE | AT | CH | UK | US | Anmerkungen                                                  |
| ---- | ------------------------------------------------------ | --- | --- | --- | --- | --- | ------------------------------------------------------------ |
| 2013 | James Arthur Simco Limited                             | DE25 (3 Wo.)DE | AT22 (2 Wo.)AT | CH6 (34 Wo.)CH | UK2 Platin · (15 Wo.)UK | — | Erstveröffentlichung: 1. November 2013 Verkäufe: + 392.500   |
| 2016 | Back from the Edge Sony Music                          | DE38 (4 Wo.)DE | AT38 (1 Wo.)AT | CH7 Platin · (12 Wo.)CH | UK1 Platin · (46 Wo.)UK | US39 Platin · (70 Wo.)US | Erstveröffentlichung: 28. Oktober 2016 Verkäufe: + 2.505.000 |
| 2019 | You Columbia Records (SME)                             | DE35 (1 Wo.)DE | AT31 (1 Wo.)AT | CH5 Gold · (5 Wo.)CH | UK2 Gold · (24 Wo.)UK | US186 (1 Wo.)US | Erstveröffentlichung: 18. Oktober 2019 Verkäufe: + 327.500   |
| 2021 | It’ll All Make Sense in the End Columbia Records (SME) | DE59 (1 Wo.)DE | AT41 (1 Wo.)AT | CH16 (2 Wo.)CH | UK3 Silber · (4 Wo.)UK | — | Erstveröffentlichung: 5. November 2021 Verkäufe: + 60.000    |
| 2024 | Bitter Sweet Love Columbia Records (SME)               | DE12 (2 Wo.)DE | AT29 (1 Wo.)AT | CH8 (1 Wo.)CH | UK1 (3 Wo.)UK | — | Erstveröffentlichung: 26. Januar 2024                        |

## Awards und Nominierungen
| Jahr | Organisation             | Award                                  | Arbeit                             | Entscheidung |
| ---- | ------------------------ | -------------------------------------- | ---------------------------------- | ------------ |
| 2013 | BRIT Awards              | Evia Boss                              | Impossible                         | Nominiert    |
| 2013 | NRJ Music Awards         | International Breakthrough of the Year |                                    | Gewonnen     |
| 2014 | Radio Regenbogen Award   | Pop International                      |                                    | Gewonnen     |
| 2017 | BRIT Awards              | British Single                         | Say You Won’t Let Go               | Nominiert    |
| 2017 | BRIT Awards              | British Artist Video                   | Say You Won’t Let Go               | Nominiert    |
| 2017 | Teen Choice Award        | Choice Breakout Artist                 |                                    | Nominiert    |
| 2017 | American Music Awards    | New Artist of the Year                 |                                    | Nominiert    |
| 2019 | iHeartRadio Music Awards | Best Cover Song                        | Rewrite the Stars (mit Anne-Marie) | Nominiert    |